# Szuva templom
A Nagy Szuva Templom (japánul: 諏訪大社, hepburn átírásban: Suwa taisha), történelmi nevén Szuva Templom (諏訪神社 Suwa Dzsindzsa) vagy Dáimjódzsin (諏訪大明神) Csinóban, Japán Nagano prefektúrájában található sintó szentély. Az egyik legrégebbik szentélynek tartják, a Nihon Sokiban tett említésre alapozva, miszerint a hetedik század végén már állt az épület.

## Áttekintés
A Szuwa szentély-komplexum 4 fő épületből áll, ami 2 csoportra bontható: a Fenti Szentély vagy Kamisa (上社), magába foglalva a Maemiját (前宮, egykori szentély) és a Honmiját (本宮, főszentély), a másik csoport az Alsó Szentély vagy Simosa (下社), melynek részei a Harumija (春宮, tavasz szentély) és az Akimija (秋宮, ősz szentély). A Fenti Szentély a Szuva-tó déli, míg az Alsó Szentély a tó északi partján található, Simoszuva városában.
A négy fő épület mellett megközelítőleg 60 másik kisebb, kiegészítő szentély áll elszórva a Szuva-tó körül (miniatűr kőszerkezetektől a közepes méretűeken át egészen a nagy méretű építményekig), mindez része a szentélykomplexumnak. Egyes rituálék a szentély vallási naptára fókuszában állnak.
Régebben a Felső és az Alsó szentély külön-külön egységet alkotott, a maga szentélycsoportjával és saját vallási szertartásaival. A két oldal teljesen különvált, és egyre jobban különböztek egymástól, ami megnehezíti a Szuva hitrendszer egészének tanulmányozását. Megkönnyítheti az eligazodást az Alsó Szentélyről megőrzött kevés dokumentáció. A Szuva-szentélyhez köthető történelmi, rituális iratok többsége a Felső Szentélyből származnak.

## Istenségek

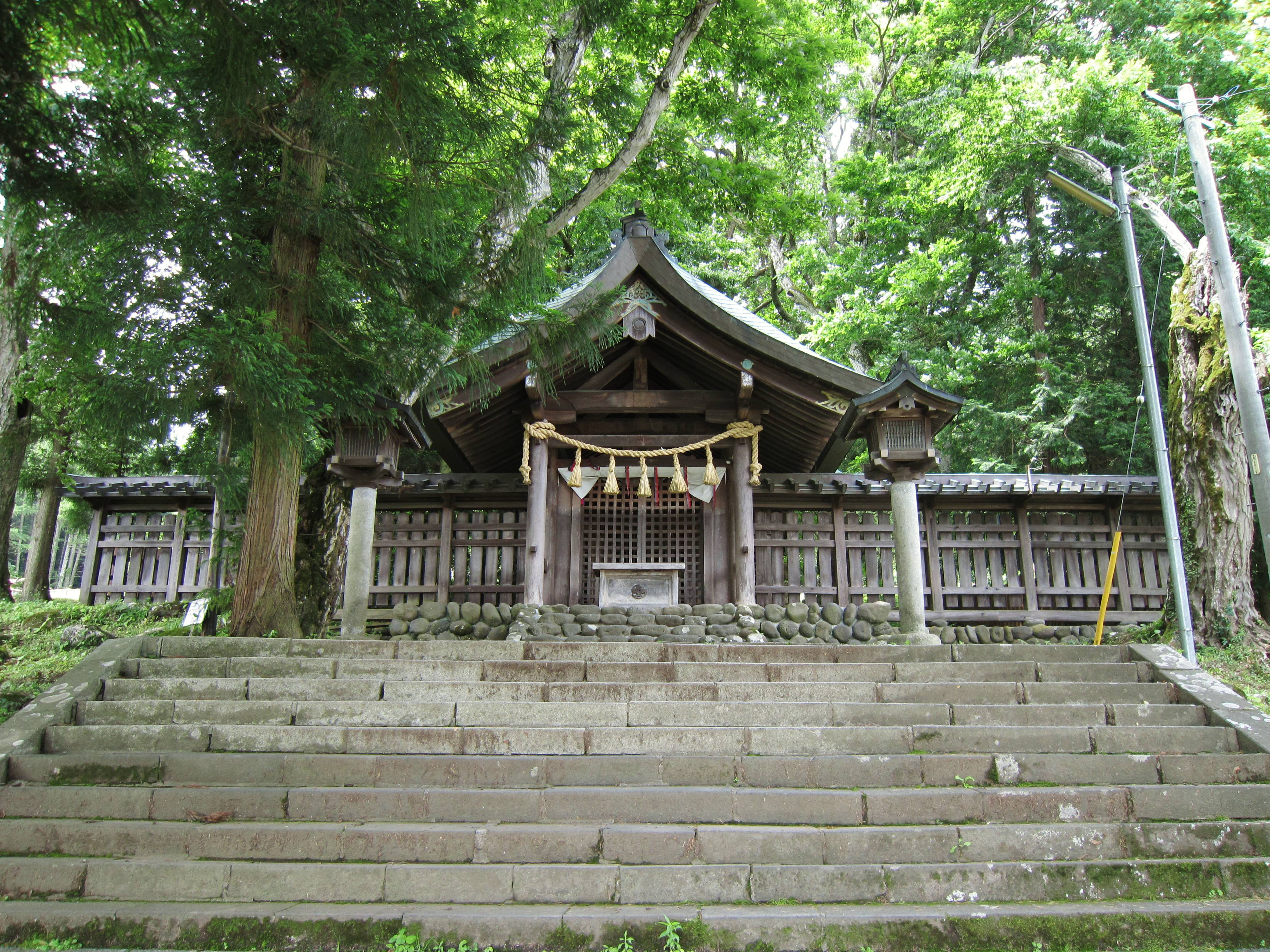
The Kamisha Maemiya hondene, ami az Isze-i Nagyszentélyból hozatott fákból készült 1932-ben. Ez a honden egy eredetileg itt álló építmény helyére került.

A Felső Szentély istene, Takeminakata (más néven Minakatatomi vagy Takeminakatatomi) a császári parancsra íródott hivatalos történetekben gyakran Szuva (Dai)mjódzsin néven is megjelent. Az Alsó Szentély istennője, Takeminakata hitvestársa, Jaszakatome néven jelenik meg a feljegyzésekben.
Habár ők a szentély hivatalos istenségei, a rituálék kevésbé köthetőek hozzájuk, inkább csak Misagudzsiként tekintenek rájuk, mint helyi mezőgazdasági és termékenységi istenségekre. A "Takeminakata" név meg sem jelenik a Felső Szentély történelmi felirataiban, az ilyen rituáléknál az imádat fókuszában gyakran a Misagudzsi áll.
Habár a Kodzsiki és Szendai Kudzsi Hongi Takeminakatát Ókuninusi fiaként említi, Izumo tartomány istene, akit elűztek Szuvából egy hírnök által szenvedett veresége miatt. Más legendák különböző módon írnak Szuva istenségről: az egyikben valójában egy bevándorló, aki a helyi istenségek legyőzésével szerezte meg a hatalmat a régió felett. Egy középkori buddhista legendában Szuva Mjódzsin egy indiai király volt, akinek hőstettei között szerepelt egy felkelés elfojtása a királyságban, valamint egy sárkány legyőzése Perzsiában – mielőtt Japánban eredeti kamiként megnyilvánult volna. Egy másik középkori mondában az isten egy Kóga Szaburó nevű harcos volt, aki alvilági utazásáról tért vissza, ahol sárkánnyá vagy kígyóvá változott át. Egy negyedik mítosz Szuvát fizikai forma nélkül ábrázolja, aki egy nyolc éves fiút választott ki – ő lett a papja és fizikai ,,teste”. 
Akárcsak Japán többi legrégebbi szentélyénél, a Szuva Szentély négy fő területéből három – a Kamisa Honnmija és a Simosa két fő épülete – nem rendelkezik hondennel, ahol a szentély kamija tartózkodik.  Helyette a Felső Szentély istentiszteleti tárgyai az alábbiak: a Kamisa Honmija mögötti szent hegy, egy szent kő (磐座 ivakura), amire feltehetőleg Szuva Mjóin érkezett,és a szentély volt főpapja, más néven Óhóri, akit az isten fizikai reinkarnációjának tartottak. Később ezekhez több buddhista építmény is tartozott (a Meiji-korban lebontották őket), ezek szintén az istenség szimbólumaként szolgáltak.
Az Alsó Szentély a go-sintai számára szent fákkal rendelkezik: Harumijában egy szugi fa, Akimijában egy tiszafa áll e célból.

## Történelem

### Felső Szentély
A Szuva régiót feltehetőleg eredetileg önálló falusi közösségek alkották a Yayoi-kor végén, melyek egyesítésre kerültek egy papi fővezér által, aki a környékbeli vallási gyakorlatokat irányította, amelyek a természet szellemeinek (másnéven Misagudzsi) imádatára összpontosultak – a termékenység és mezőgazdaság istenei voltak, és a helyi közösségek védelmezőinek tartották őket. Ezek a csoportok végül bekebeleződtek az egyre terjeszkedőbb Jamato államba a 6. és 7. század környékén. A temetkezési halmok jelentősen különböznek a régió átlagos típusától, ezért ezt a Szuva-tó környékének Jamato uralom alá kerülésének jelének tekintik.
Helyi történészek tudomást szereztek a mítoszról, amely leírja Szuva Mjódzsin hódítását, hogy tükrözzék a hatalmi küzdelmeket és a szövetségesek változását a 7. és 8. században, a ricurió kormány létesítése után.  Szuva istenének legendás győzelme Moreja felett, például, úgy tartják a bevándorolt Kaneszasi (金刺, más olvasatban Kanaszasi) klánra utal, akik kerületi bírókként adóköteles árukat gyártottak és gyűjtöttek, és munkásokat küldtek a Yamato tartomány központi kormányának. Mindez a regionális istenség feletti történelmi bitorlásra utal. A hatalmi székhely feltehetően a Suva-tó északi partjánál helyezkedett el, közel a mai Lenti Szentélyhez, ami ebben az időben még nem szentélyként működött. közel feküdt a fővárosba vezető fontos utakhoz.
A Kjúsúi Aszo szentélyben talált Aszo klán genealógiai listája szerint (állítólag kapcsolatban állt a Kaneszasival), az Aszoke Rjaku Keizu (阿蘇家略系図), egy Otoei (乙頴) vagy Kumako (神子 vagy 熊古), Kaneszasi klán vezérének fia és kuni no mijacuko Maszegimi (麻背君). Itt a legendás főpapként (Óhóri) azonosított, Szuva istenség által kiválasztott fizikai ,,teste” alapított egy szentélyt a hegy lábánál Ivare Ikenobe no Ómija második évében, amely később felvette a Felső Szentély nevet. Habár a forrás hitelessége megkérdőjelezhető, azonban rámutat Kaneszasi fontosságára – az egykori kultusz és a szentélyek alapításának hivatalos elismerése vonatkozásában.
Az Óhóri hivatala, egy pap-sámán fiú, akit egy istenség reinkarnációként tiszteltek, lehetett eredetileg az anyanyelvi vallásgyakorlás elindítója a Jamato hiedelmi rendszerben. A helyi főpapok sora, akiknek vallási hatalma biztosítva volt Kaneszasi révén, amely később Morija (守矢) klánként lett ismert, integrálódott az új rendszerbe Dzsincsókanként (Misagudzsi megidézéséért felelős pap). Ez az együttműködés és szubmisszió lehetővé tette a Misagudzsi kultusz fennmaradását: míg hivatalosan alárendelt állapotban volt az Óhórihoz képest, a valóságban a Dzsinchókan, aki az összes szertartást vezette, változatlanul birtokolta a hatalmat, amíg az Óhóri csak szimbolikus hatalommal rendelkezett. Ezt mutatja, hogy az új imádott isten, Óhóri, csak akkor válhat élő istenséggé, ha megszállja a Misagudzsi a Dzsincsókan által, aki a régi isten imádóinak a képviselője.

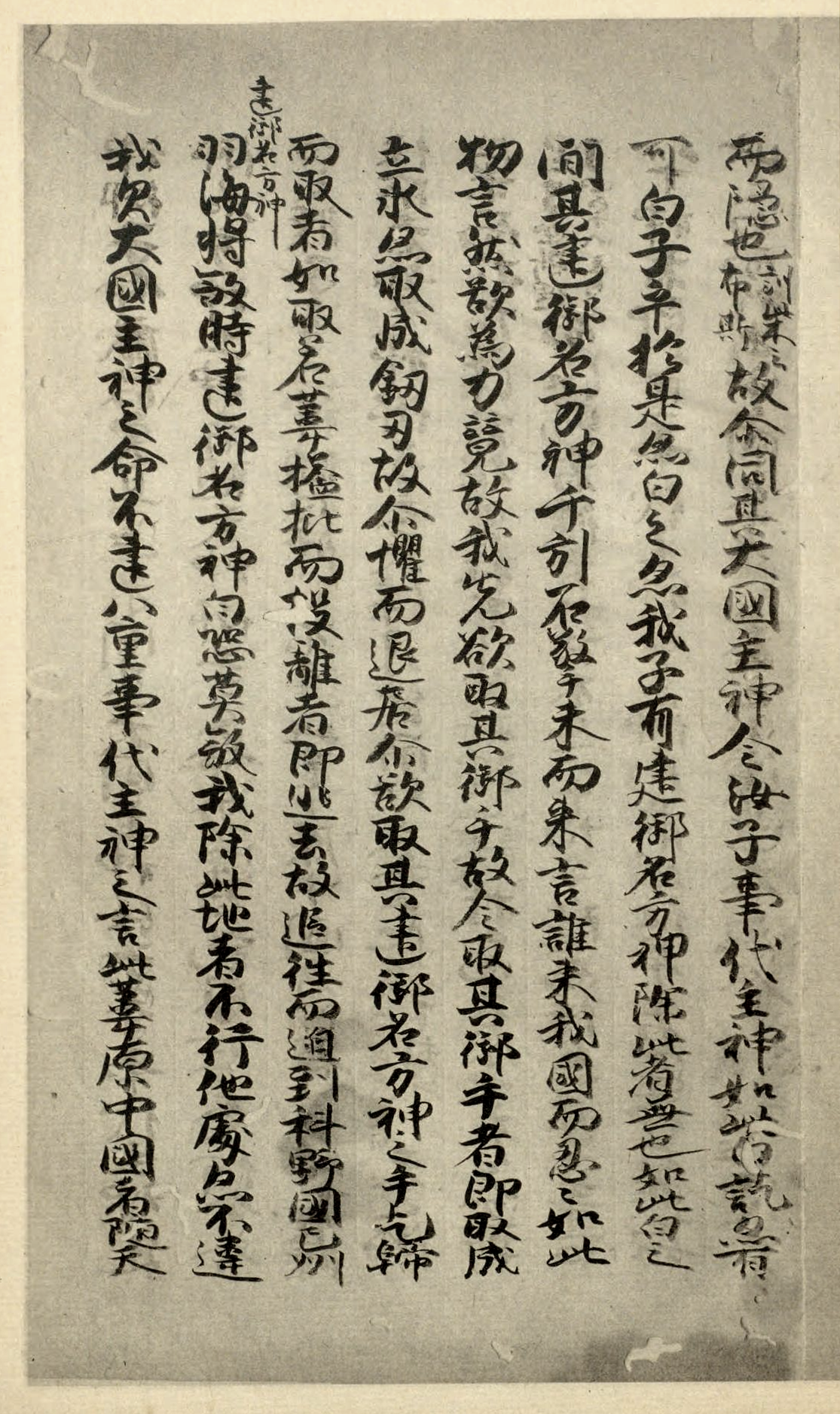
A Sinpukudzsi-bon (真福寺本) kézirat a Kodzsikiból (1371-1372)

A Nihon Soki említést tesz a követekről, akik a Tatsuta istenei, Szuva és Sinanoi Minochi istenek imádatát hirdették a Dzsitó császárné uralkodásának ötödik évében.  Ez a forrás bizonyosságot tesz a Szuva istenség imádatáról (megtestesülése Óhóri), ami egy víz- és/vagy szélistenség a 7. században, párban Tacuta szélisteneivel a Jamato tartományból (mai Nara prefektúra).
A ,,Takeminakata” Szuva Mjódzsinnak a császári udvar körében ismert neve, első megjelenése egy történelmi feljegyzésben, a Kodzsiki kuni-juzuri mítoszkörben található. Habár a mű Izumo tartományból származó istenként ábrázolja, a reá való hivatkozások hiányoznak a nihon Sokiból és más, a tartományra vonatakozó forrásokból. Emiatt felvetések alakultak ki, miszerint a Kodzsiki összeállítója által interpolálódott az Ó no Jaszumaro történetbe, amiben eredetileg nem szerepelt. Kutatók szerint több tényező befolyásolta Takeminakata bemutatkozását Kodzsiki narratívájában – egyik, hogy a Jaszumaro család, az Ó, távoli rokonai voltak a Kaneszasinak.  Takeminakata megjelenése a Kodzsikiban a Kaneszasi helyi kultusza népszerűsítése és kiemelkedésének biztosítása miatt is létrejöhetett.
A Kaneszasi mint tartományi (és alárendelt) múlttal rendelkező család, emelkedtek rangban, és ezzel együtt emelkedtek istenségeik is.  A nemzeti történelem említést tesz a klán kivételesen gyors felemelkedése kérdésben; a rangnélküliségtől (无位), a császári udvar fokozatosan feljebb segítette rangokban az istenséget 25 év hosszú időtartamban, kezdve az ötödik, felsőbb osztállyal (従五位上) 842-ben.) 867-re ,,Takeminakatatomi-no-Mikoti” feljegyzésre került a Nihon Szandai Dzsicurokuban, mint a junior rangból elsőként kiemelkedő (従一位).

### Alsó Szentély
Az Aszo család genealógiai felírásaiban Otoei testvére, Kuratai(倉足) Szuva kerületi bírójaként (評督 hjótoku vagy kóri no kami) jelenik meg. Közvetlen leszármazottjai, akik a Kaneszasi nevet viselték, szintén Szuva kerület adminisztratív vezetőiként vannak feljegyezve. 

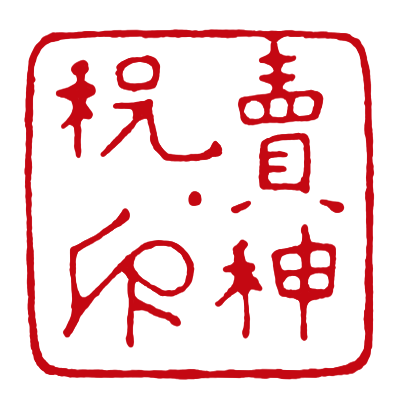
Megamihóri bélyege (売神祝印 Megamihóri-no-in)

A Nihon Szandai Dzsicuroku említést tesz egy Kaneszasiról, Sadanagáról (貞長), aki megkapja a kabane Óasont (大朝臣) 863-ban. A feljegyzésekben szerepel idősebbik bátyja, Maszanaga (正長), aki Hanisina kerületi kormányzói (大領, dairjó) cím mellett a Megamihóri (売神祝 vagy az istennő papja) címet is viselte. Ugyanez a cím megtalálható az Alsó Szentély birtokában levő pecséten, a hagyomány szerint Heizei császár (uralkodott 806-tól 809-ig) hagyatékából maradt meg.
A kutatók szerint az Alsó Szentély és istennője, Jaszakatome, a Kaneszasi család teremtménye, a célból, hogy magasabb rangokat érhessenek el a Morija családdal szemben, akik a Felső Szentély papjai voltak.  Istennőjüket szándékosan a Felső Szentély férfi istene ellen választották. Ahogy Takeminakata is emelkedett a rangokban, így Jaszakatome is egyre magasabb címeket kapott.

#### Kamisa Honmija

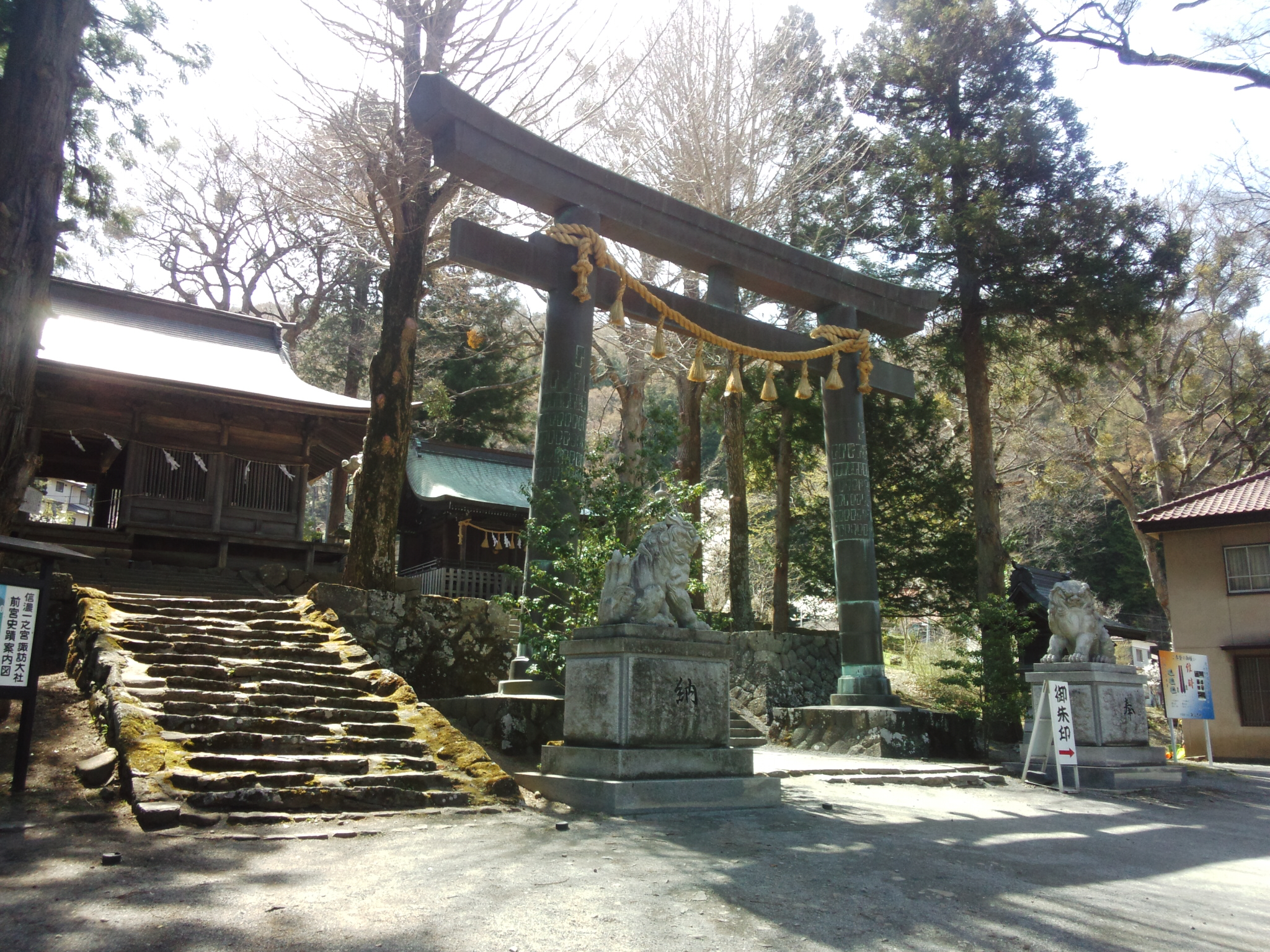
Tori a Maemija komplexum bejáratánál

## Szentélyek

### Felső Szentély

#### Kamisa Maemija
A Maemija (前宮, korábbi szentély), ahogy a neve is utal rá, ez a komplexum legrégebbi része, ami a vallási rítus központja is egyben.  A fő kiegészítő szentélyek egyikeként, a Maemija 1869-ben megkapta mai státuszát.
Míg Jaszakatomét (Szuva Mjódzsi élettársa) gyakran tekintik ennek a szentélynek istennőjének (aminek népszerű legendája, hogy ezen a területen találtak rá Takeminakata és Jaszakatome sírjaira), addig a középkori felírások az itteni istennel, Misagudzsival, a termékenység és mezőgazdaság istenével kapcsolják össze Maemiját.

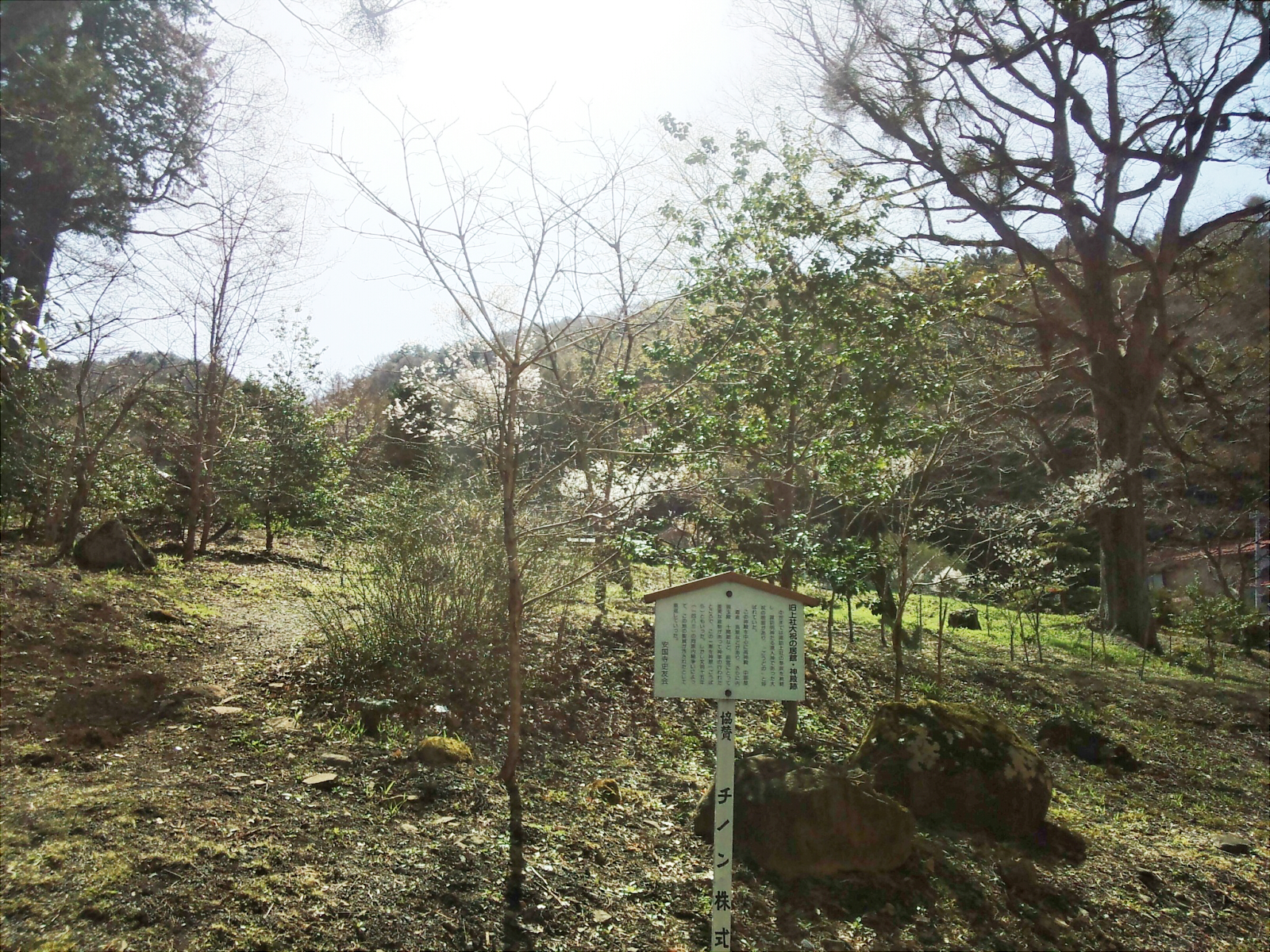
Gódono

A középkorban a Meamijához közeli területek, másnéven Góbara (神原), A Felső Szentély főpapjának, Óhórinak (akit Szuva megtestesülésének tartottak) lakhelyeként szolgált. Óhóri eredeti lakhelye Góbarában a Gódono (神殿) volt, ami a környéken kialakult kisebb város (monzen-macsi) politikai központja is volt.  A Gódonot végül elhagyta összes lakója, miután ,,rituálisan szennyezetté” vált a Szuva klán elleni konfliktusban, ami miatt 1483-ban Óhóri Szuva Jorimicu (諏訪頼満) életét vesztette. 1601-ben Óhóri lakhelyét Maemijából a mai Szuva városába, Mijatadóba (宮田渡) telepítették.
Óhóri áthelyezése után a góbarai területeket a környéki népek és papok rizsföldekké alakították az Edo-korban.

##### Épületek
- Honden

A szentély jelenlegi hondene 1932-ben épült, a korábban az iszei nagytemplomban felhasznált anyagokból. Az itteni ,,tisztulási kunyhó”( 精進屋 shōjin-ya) egy szent kőre, a Gorei’i-ivára (御霊位磐) épült, amin Óhóri az istenség megtestesülésének várásához szükséges 30 napos felkészülést végezte. Szétesése után a sódzsin-ját újjáépítették, és ma már Csino város egyik negyedévé vált, ahol helyiek szentélyként használják. A honden mellett, a szikla alatt található Takeminakata és/vagy Jaszakatome feltételezett sírja. A honden mögött egy patak, a Szuiga (水眼の清流, Szuiga no szeirjú) található, aminek vizét az Óhóri kori rituálékhoz használták fel. 
- Tokoromacu szentély (所政社)
- Kasiwvde szentély (柏手社)
- Keikan szentély (鶏冠社)
- Mimuro szentély (御室社)
- Vakamiko szentély (若御子社)
- Ucsi-no-mitama-den (内御玉殿)
- Mizogami szentély (溝上社)
- Dzsikken-ró (十間廊)

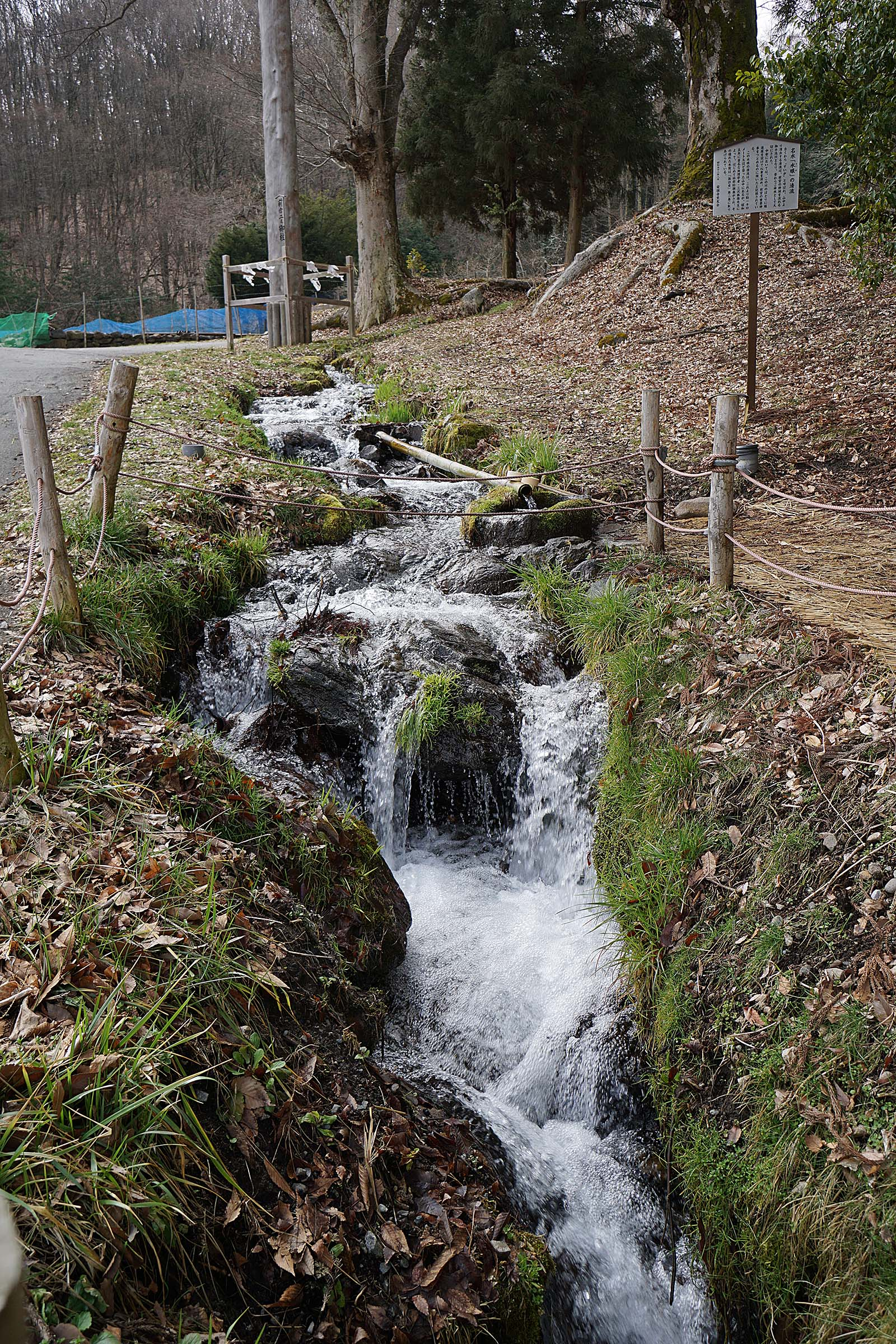
Szuiga folyó 水眼の清流 Szuiga no szeirjú

A Dzsikken-ró (korábbi nevén Góbara-ró (神原廊)) egy különálló folyosó, ami A Felső Szentély vallási ceremóniáinak adott helyet. A mai napig itt rendezik meg az áprilisi Ontószai Fesztivált.
- Mine no tatae (峰の湛)

A hondentől pár száz méterre északnyugatra egy Kamakurába vezető út mellett található egy inuzakura fa, amit Misagudzsi szent részei (tatae – 湛, másnéven tatai) egyikének tartanak. Egy középkori rítuson (amit az Ontószai Fesztivál ősének is tekintenek), 6 fiút kiválasztottak, akik Óhóri szimbolikus képviselőivé (Okó, 神使, másnéven Kō-dono vagy Okō-sama) váltak, majd 3 darab 2 fős csoportokra bomlottak, feladatukként a régióban szétszórt tataék meglátogatását és rituálék megtartását kapták. 

#### Kiegészítő szentélyek
A Felső Szentély 39 kiegészítő szentéllyel rendelkezik, amiket a helyi istenségeknek tartanak fenn. Három csoportba sorolják ezeket, amiknek neve Dzsúszanso (十三所). 
- Tokomacu / Tokoromacu szentély (所政社)
- Maemija
- Iszonami szentély (磯並社)
- Ótoshi szentély (大年社)
- Aratama szentély (荒玉社)
- Csinogava szentély (千野川社)
- Vakamiko szentély (若御子社)
- Kasivade szentély (柏手社)
- Kuzui szentély (葛井社)
- Mizogami szentély (溝上社)
- Sze szentély (瀬社)
- Tamao szentély (玉尾社)
- Homata szentély (穂股社)

##### Naka-Dzsúszanso(中十三所)
- Fudzsisima szentély (藤島社) – Szuva

A Felső Szentély rizsültető ceremóniája (御田植神事, Otaue-sindzsi) itt kerül megrendezésre minden júniusban.
- Ucsi-no-mitama-den (内御玉殿) – Maemija

Szuva első itteni látogatásakor hozott ajándékai (egy harang – 八栄鈴, Jaszaka no szuzu) és egy tükör (真澄鏡, Maszumi no kagami) régen itt voltak megtalálhatók.
- Keikan szentély (鶏冠社) – Maemija
- Szukura szentély (酢蔵神社) – Csino
- Nojake / Narajaki szentély (野焼（習焼）神社) – Szuva
- Gozaisi szentély (御座石社) – Csino
- Mikasikidono (御炊殿) – Honmija
- Aimoto szentély (相本社) – Szuva
- Vakamija szentély (若宮社) – Szuva
- Ójotsu-miio (大四御庵) – Miszajama
- Yama-miio (山御庵) – Miszajama
- Miszakuda szentély (御作田神社) – ismeretlen
- Akio szentély (闢廬（秋尾）社) – Hara

##### Simo-Dzsúszanso(下十三所)
- Jacurugi szentély (八剣神社)
- Ószaka szentély (小坂社)
- Szakinomija szentély (先宮神社)
- Ogimija szentély (荻宮社)
- Tacuja szentély (達屋神社)
- Szakamuro szentély (酒室神社)
- Geba szentély (下馬社)
- Mimuro szentély (御室社)
- Okama szentély (御賀摩社)
- Iszonami Yama-no-Kami (磯並山神)
- Takei Ebiszu / Emisi (武居会美酒)
- Gódono Nagabeja (神殿中部屋)
- Nagahasi szentély (長廊神社)